# Nelson Quilodrán
Nelson Guillermo Quilodrán Videla (Curicó, 18 de mayo de 1968) es un entrenador de arqueros y exfutbolista que jugaba en la posición de guardameta.

## Historia
Comenzó su carrera como futbolista a los dieciséis años en los cadetes de Universidad Católica donde luego debutaría profesionalmente. Se retiró a los 29 años en Universidad de Concepción. Su única experiencia como entrenador de arqueros fue en Fernández Vial en la temporada 2012-2013 en la Segunda División Profesional en ese momento siendo entrenador del equipo Nibaldo Rubio y luego Pablo Abraham. 

## Selección nacional
Fue nominado en dos ocasiones a la Selección Chilena y participó en ambos partidos como titular a cargo del entrenador Luis Ibarra. También tuvo otra nominación a la cual no pudo asistir por una lesión en el Vaso.

## Clubes
| Club                      | País  | Año       |
| ------------------------- | ----- | --------- |
| Universidad Católica      | Chile | 1984-1987 |
| Unión Española            | Chile | 1988      |
| Lozapenco                 | Chile | 1989-1991 |
| Deportes Concepción       | Chile | 1992      |
| Ñublense                  | Chile | 1992      |
| Iberia                    | Chile | 1993      |
| Universidad de Concepción | Chile | 1994-1997 |

## Palmarés

### Campeonatos nacionales
| Título           | Club      | País  | Año  |
| ---------------- | --------- | ----- | ---- |
| Tercera División | Lozapenco | Chile | 1989 |